# Pass Gschütt Straße
Die Pass Gschütt Straße (B 166) ist eine Landesstraße in Österreich. Sie hat eine Länge von 48 Kilometern und führt von der Tauern Autobahn (A 10)/Katschberg Straße (B 99) bei Niedernfritz im Fritztal über das Lammertal, und ab Abtenau (Anschluss Lammertal Straße B 162) über den namensgebenden Pass Gschütt und Gosau zum Hallstätter See, mit Anbindung an die Salzkammergut Straße (B 145) bei Gosauzwang (Gemeinde Hallstatt).

## Geschichte
Die Golling-Abtenau-Radstädter Straße und die Abtenau-Gosauer Straße gehören zu den 20 Straßen, die im Salzburger Straßengesetz vom 14. Jänner 1873 ausdrücklich als Landesstraßen bezeichnet werden.
Die subventionierte Gemeindestraße zwischen der Salzkammergut-Bundesstraße in Stambach und dem Pass Gschütt wird seit 1932 als Gosaustraße bezeichnet.
Nach dem Anschluss Österreichs wurde das oberösterreichische Straßennetz nach reichsdeutschem Vorbild neu geordnet. Die Straße zwischen Abtenau und Stambach wurde am 1. April 1940 zur Landstraße I. Ordnung erklärt und als L.I.O. 14 bezeichnet.
Die Pass Gschütt Straße gehört seit dem 1. Jänner 1951 zum Netz der Bundesstraßen in Österreich.
Seit dem 1. Jänner 1973 endet die Pass Gschütt Straße in Niedernfritz an der B 99, die alte Strecke zwischen Golling und Abtenau wird seither als Lammertal Straße bezeichnet.
Ende Juli 2019 wurden bei einem Unwetter Teile der Straße stark beschädigt und die Neuhausbrücke in Rußbach wurde zerstört. Damit wurde die Straße für einige Wochen unpassierbar.